# Zichtblok

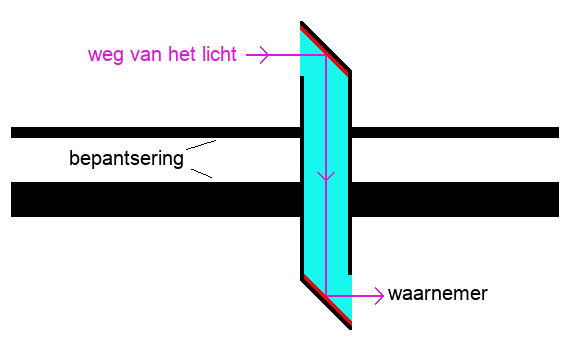
Schematische tekening van een zichtblok

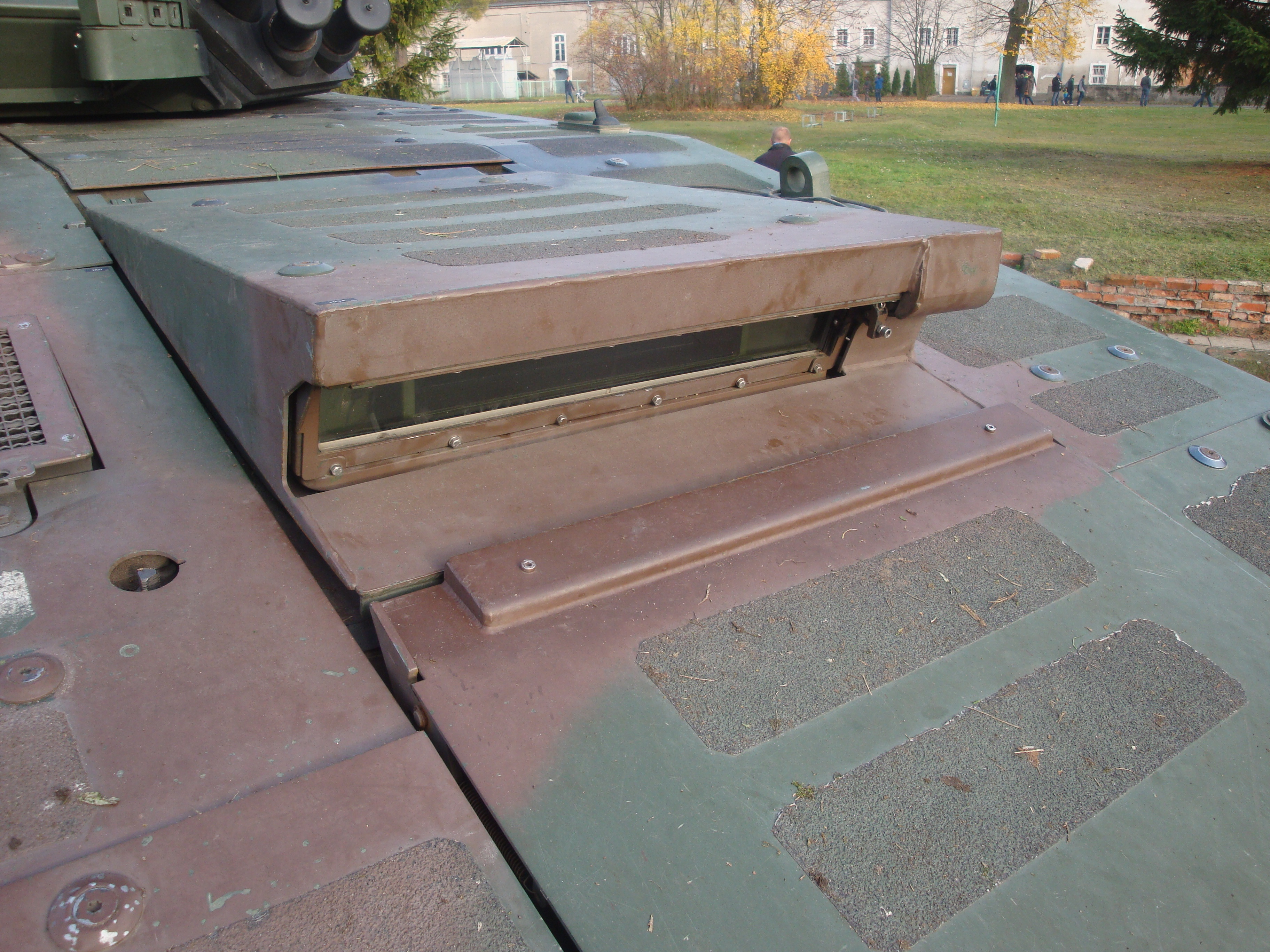
Een zichtblok in een tank

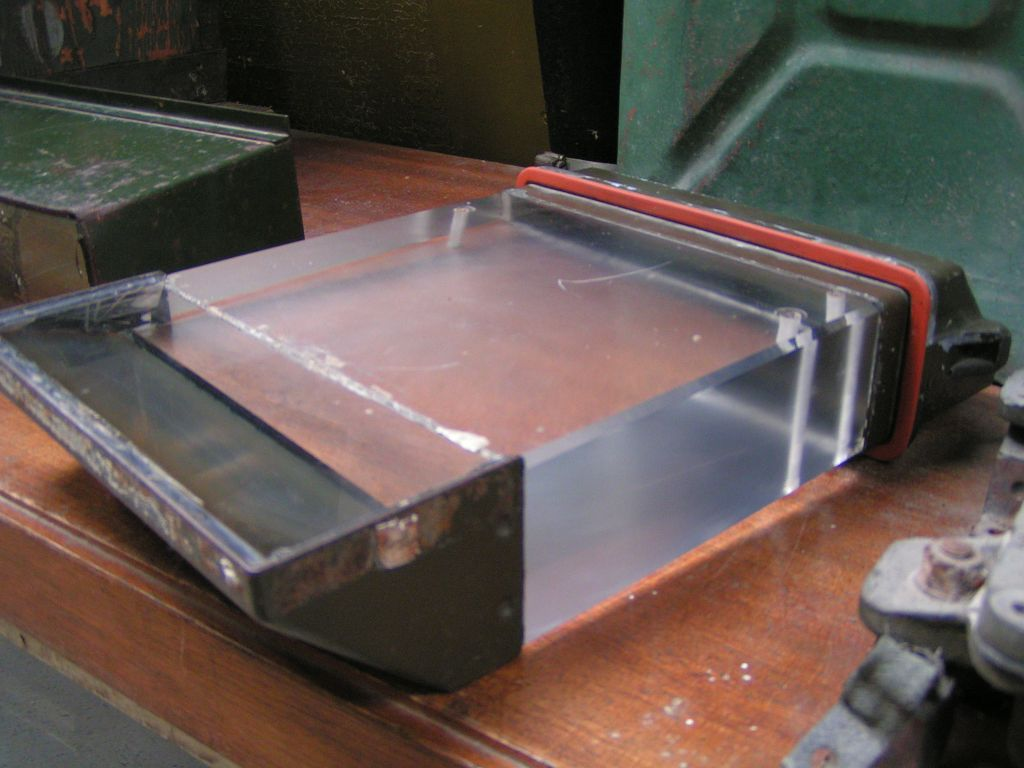
Uitgebouwd zichtblok van een pantservoertuig

Een zichtblok is een eenvoudig optisch instrument waarmee vanuit een verborgen positie de omgeving kan worden geobserveerd, zoals dat ook kan met een complexere en duurdere periscoop of periscoopkijker.
Een zichtblok bestaat uit een massief blok helder glas of kunststof, waarvan twee tegenoverliggende zijden 45° schuin afgeslepen zijn, en voorzien van een spiegelende laag.
Een periscoop is complexer, en bestaat in principe uit een verticale buis met aan beide uiteinden een opening met een spiegel of een prisma, maar is vaak voorzien van bewegende delen, (vergrotende) lenzen en/of elektronica.

## Gebruik
Zichtblokken worden gebruikt in pantservoertuigen. Met zichtblokken kan de bemanning vanonder de bescherming van het pantser de omgeving observeren. De houders waar de zichtblokken in geplaatst worden zijn vaak vast bevestigd aan het dak of de schuine zijkant van een voertuig.
Ook draaibare cupola’s zijn vaak voorzien van zichtblokken. Ook komt het voor dat een zichtblok in een eigen 360° draaibare houder in het dak is aangebracht, zoals bijvoorbeeld bij de Kanonenjagdpanzer waar de lader beschikt over zo’n zichtblok.
Om te voorkomen dat er ’s nachts licht uit het voertuig door de zichtblokken naar buiten schijnt, wat de positie van het voertuig zou verraden, moeten ze ’s nachts afgedekt worden. Meestal zijn ze daartoe voorzien van een verend klepje.

## Geodesie

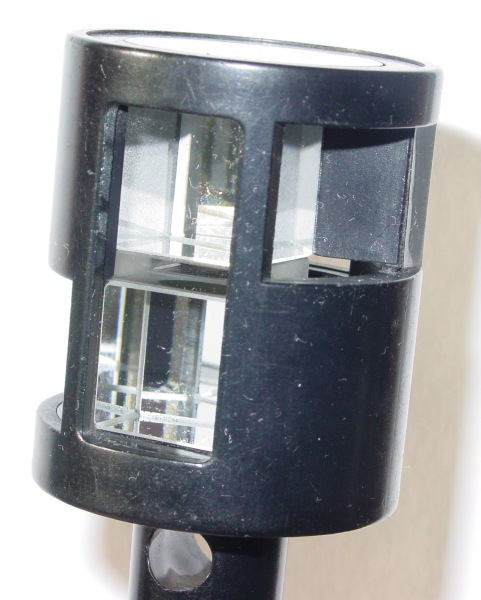
Dubbel pentaprisma voor landmeetkunde

In de geodesie wordt een soort zichtblokken (dubbele pentaprisma’s) gebruikt om orthogonale opnames uit te voeren.